# NGC 3837
NGC 3837 is een elliptisch sterrenstelsel in het sterrenbeeld Leeuw. Het hemelobject werd op 26 april 1785 ontdekt door de Duits-Britse astronoom William Herschel.

## Synoniemen
- UGC 6701
- MCG 3-30-68
- ZWG 97.89
- ARAK 314
- PGC 36476